# جهش بزرگ (فیلم ۲۰۰۴)
جهش بزرگ یا گزاف‌گویی بزرگ (به انگلیسی: The Big Bounce) فیلمی است محصول سال ۲۰۰۴ و به کارگردانی جرج آرمیتاژ است. در این فیلم بازیگرانی همچون اوون ویلسون، مورگان فریمن، چارلی شین، سارا فاستر، گری سینایس، وینی جونز، بی‌بی نیوورتس، ویلی نلسون و هری دین استنتون ایفای نقش کرده‌اند.